# A halott szelleme figyel
A halott szelleme figyel (Manaò tupapaú) Paul Gauguin festménye, amelyet első polinéziai útján alkotott. A kép a buffalói Albright-Knox Art Gallery gyűjteményének része.

## Keletkezése
Gaugauin 1891-ben utazott Tahitira festeni először, és 1893-ban tért vissza Franciaországba. Tahitin töltött évei különösen produktívak voltak, egy levelében azt írta, hogy a szigeten töltött két esztendő alatt előállított hatvanhat „többé-kevésbé szép vásznat és számos primitív szobrot.” A halott szelleme figyel című képet is ebben az időben alkotta Gauguin, és ezt tekintette legjobban sikerült művének.
A festmény központi figurája a hason fekvő meztelen bennszülött lány, Teha’amana, vagy Tehura, Gauguin szeretője, aki ijedten mered a szemlélőre. Az ágy mögött egy idősebb nő látható fekete köpenyben, ő a címben szereplő szellem. A falon fehér, tollszerű formák, amelyek a művész jellemzése szerint a szellemek élők iránti érdeklődését szemléltető foszforeszkáló fények. Gauguin azt mondta, a képen a polinéziaiaknak azt a félelmét akarta megjeleníti, amelyet a tupapaú, vagyis a halottak szelleme iránt éreznek. Az ágyat nagy mintás, a Tahitin élő nők által viselt szövet és krómsárga lepedő borítja.
Feleségének, Mettének írt egyik levelében így írta le a kép keletkezését: egyik nap átsétált a szomszédos faluba, ahonnan csak kora reggel tért vissza. Amikor belépett a kunyhójába, a meztelen Teha’amanát az ágyban találta, és a lány rémülten bámult rá, mert félt a halottak szellemeitől, amelyek a helyi mitológia szerint a sziget belsejében élnek és amelyek jelenlétét foszforeszkáló fények jelzik az éjszakában. Gauguin szkeptikus volt ezzel kapcsolatban, úgy tartotta, hogy az éjszakai fényeket a halott fákon növekvő foszforeszkáló gombák okozzák. A lány számára mindazonáltal rémisztőnek tűnt az, hogy valaki napszállta után megbolygassa a szellemek világát.
Gauguin a színek érzelmi töltetét kiaknázva teremtette meg a kép természetfeletti, lidérces hangulatát. Feleségének küldött levelében arról írt, hogy a szoba falára felvitt bíbor árnyalatok, hozzák létre a „rettegés hátterét”.

## Bemutatása
Paul Gauguin nyolc másik vászonnal együtt Koppenhágába, családjához küldte a festményt, hogy annak eladásával enyhítsenek anyagi gondjaikon. Felesége megszervezte a kiállítást, a legdrágábbra, 1500-2000 frankra értékelt kép A halott szelleme figyel volt, ami jól mutatja, hogy a művész milyen fontosnak tekintette ezt az alkotását. A kép nem kelt el, így miután Gauguin visszatért Párizsba, műtermében helyezte el. Az ott készült 1893-as önarcképén meg is örökítette a háttérben.
Az akt előképei között szerepel Édouard Manet 1863-as Olympia című alkotása, amely egy meztelen kurtizánt ábrázol, miközben kuncsaftra vár. A provokatív kép nagy hatással volt Gauguinre, aki 1891-ben másolatot készített róla. Gauguin is a polgárság sokkolására készült az általa „enyhén szeméremsértő tanulmány”nak nevezett képpel. Ezt szolgálja a modell – klasszikus aktoktól elütő – helyzete, az, hogy lábfeje túllóg az ágyon, teste aránytalan, karja hosszabb a lábánál. Ráadásul a modell nem felnőtt nő, hanem egy gyerek.

## Mai kritikák
A művészettörténészek nem feltétlenül fogadják el Gauguin leírását a kép keletkezéséről, tekintve, hogy a lány gyakorló keresztény volt, így elképzelhetőnek tartják, hogy Gauguin saját, a „primitív” népekre vonatkozó prekoncepcióját vetítette ki. Nancy Mowll Mathews amerikai művészettörténész azt állította, hogy a lányt nem a halottak visszajáró szelleme, hanem a középkorú, fehér, gyarmatosító férfi, a „szexuális ragadozó” ijesztette meg. Paul Gauguin beszámolója szerint a lány mindössze 13-14 éves volt, amikor lefestette. Kapcsolatukat ellentétekkel érzékeltette: „ifjúság és öreg kor, fény és sötétség, élet és halál”.
Stephen F. Eisenman amerikai művészettörténész viszont arra hívta fel a figyelmet, hogy Gauguin alkotása támadás az európai aktok hagyománya ellen. Szerinte a szemlélő nem tudja biztosan eldönteni, hogy fiú vagy lány a modell. Szerinte a nagy kezek és a vékony csípő, inkább fiúra utal. „Tehura testhelyzete és anatómiája, amely kihangsúlyozza fiúságát, különböző androgün- és hermafrodita(ábrázolás) elődökből ered.” Eisenman példaként Giovanni Lorenzo Bernini, ma a Louvre gyűjteményében látható szobrát, az Alvó hermafroditát említi.